# Кассаб, Жилберту
Жилберту Кассаб (порт. Gilberto Kassab; род. 12 августа 1960, Сан-Паулу) — бразильский государственный и политический деятель. Бывший мэр Сан-Паулу, срок полномочий истёк в 2012 году. Инженер-строитель и экономист, один из самых известных бразильцев сирийского происхождения, сменил на должности мэра Жозе Серру после того, как тот решил баллотироваться на пост губернатора штата Сан-Паулу.

## Политическая карьера
- 1993—1994: советник города Сан-Паулу;
- 1995—1999: государственный депутат города Сан-Паулу;
- 1999—2004: федеральный депутат;
- 2005—2006: вице-мэр Сан-Паулу;
- 2006—2012: мэр Сан-Паулу (переизбран 26 октября 2008 года на четырёхлетний срок)[1].

## Администрация
Рекламная индустрия раскритиковала администрацию города Сан-Паулу за закон Cidade Limpa, который запрещал все формы внешних средств массовой информации и визуальных помех, такое как рекламные щиты. Рекламные компании пытались сохранить билборды на улицах, участвуя в судебных заседаниях, но Верховный суд Бразилии признал закон конституционным. Поддержка данной инициативы со стороны общественности по-прежнему широко распространена.

## Появление в фильме
Появился в документальном фильме Моргана Сперлока 2011 года «Величайший фильм из всех когда-либо проданных», рассказывая о решении городского совета запретить рекламные щиты в городе.

## Президентские выборы 2022 года
В июле 2021 года объявил, что поддержит Родригу Пачеку на президентских выборах 2022 года.

## «Мойка машин»
Компания Novonor содержала целый отдел для координации выплаты взяток политикам. В рамках операции «Мойка машин» офицеры полиции изъяли несколько электронных таблиц, связывающих платежи с псевдонимами. В этих таблицах политики фигурировали под прозвищами, основанными на физических характеристиках, общедоступной и личной информации, принадлежащих автомобилях/лодках, месте происхождения или общих предпочтениях. Прозвища Жилберту Кассаба были: «Шефе Турко» и «Кибе», португальская форма «Турецкий босс» и «Киббех» соответственно, ссылаясь на его ближневосточное происхождение. В 2018 году Жилберту Кассабу полицией Бразилии было предъявлено обвинение в коррупции, в его доме проводились обыски, однако сам фигурант расследования последовательно отрицал свою причастность в получении взяток.